# Средновековна музика
Терминът музика на Средновековието обхваща европейската музика по време на Средните векове. Тази ера започва с падането на Римската империя (476 г.) и завършва приблизително през средата на 15 век. Установяването на края на Средновековието и започването на Ренесанса е относително произволно, в този случай 15 век.